# Josep Royo
Josep Royo (Barcelona, 1945) és un artista tèxtil català. És conegut per haver col·laborat amb artistes de renom com Joan Miró o Antoni Tàpies en la concepció de diversos tapissos i sobreteixims, conservats a museus i fundacions d'arreu del món.

## Biografia
Fill d'un artesà que pintava porcellana i vidre, el seu pare es va morir quan la seva mare estava embarassada de bessons. Va ser llavors quan van anar a viure amb un tiet a Sant Cugat del Vallès. Va començar la seva formació artística a l'Escola de Dibuix de Sant Cugat del Vallès.
El 1959, amb 14 anys, va entrar a treballar per casualitat a la Fàbrica de Tapissos Aymat de Sant Cugat, espai que més endavant es convertiria en l'Escola Catalana de Tapís, ubicada al carrer Villà núm. 68, molt a prop de l'estació dels Ferrocarrils Catalans. La fàbrica era llavors dirigida per Miquel Samaranch, i hi treballaven altres artistes com Josep Grau-Garriga. Royo va aprendre la tècnica de Vicente Pascual, qui provenia de la Real Fábrica de Tapices
| « | Jo vaig entrar a treballar a la Casa Aymat de Sant Cugat quan tenia catorze anys, el 1959. No és que aleshores estigués interessat pels tapissos, em calia treballar i guanyar diners | » |
| — | |   |

Al cap de poc Royo va començar a completar la formació pictòrica fent classe per les tardes a l'Escola Massana de Barcelona. Arran d'una exposició a la Sala Gaspar, el jove Royo va entrar en contacte amb Joan Miró, qui va demanar-li de fer una col·laboració.
| «            | Miró, que anava regularment a aquella galeria, va demanar a un dels Gaspar que m'avisessin per tal de veure'ns i per parlar de la possibilitat de treballar conjuntament. Quan l'endemà ens vam trobar a la galeria, el Miró, sorprès d'estar davant d'un noi de vint-i-quatre anys, va dir-me que amb qui volia parlar era amb el meu pare. El Gaspar va haver d'explicar-li que a qui buscava era a mi | » |
| — Josep Royo | |   |

La seva primera col·laboració fou el Tapís de Tarragona, gestat a la Casa Aymat de Sant Cugat i que es va presentar al setembre de 1970 a la Sala Gaspar de Barcelona. El seu domini de la tècnica li va permetre col·laborar amb altres artistes de renom internacional com Antoni Tàpies.
Josep Royo també ha treballat com a professor a l'Escola de Tapisseria de Tarragona

## Exposicions destacades
- 1969 - Josep Royo. Tapissos Sala Gaspar
- 2008 - Miró-Royo. La Farinera, el teler del món (del 16-9-08 al 16-11-08).[2]

## Premis i reconeixements
- 1986 - Premi Aranjuez del tapís.[3]